# Дуан (Дакар)
Ассосіасьйон спортів дес Дуан або просто АС Дуан (фр. Association sportive des Douanes) — професійний сенегальський футбольний клуб з міста Дакар, столиці країни. Виступає у Прем'єр-лізі Сенегалу.

## Історія
АС Дуан було засновано в 1980 році в столиці Сенегалу, місті Дакар. Свій перший чемпіонський титул команда здобула в 1993 році, після чого ще 5 разів ставала переможцем національного чемпіонату. Також «Дуан» ще шість разів ставав володарем Кубку Сенегалу, як і його принциповий суперник з Дакару, АСК Жанна д'Арк.
У сезоні 2012/13 років команда посіла 14-те місце у Лізі 1 та разом з трьома іншими клубами вилетіла до Ліги 2. Але надовго там не затрималася і вже у сезоні 2013/14 років стала переможцем Групи Б Ліги 2 та повернулася до Прем'єр-ліги І це повернення виявилося тріумфальним, оскільки того ж сезону «Дуан» став переможцем Прем'єр-ліги. Проте вже за підсумками сезону 2015/16 років діючий чемпіон ледь не вилетів знову до Ліги 2, команда зберегла прописку в елітному дивізіоні лише завдяки кращому результату очних протистоянь з «АСК Сунеором» та посіла рятівне для себе 12-те місце.

## Досягнення
- Прем'єр-ліга (Сенегал):
  -  Чемпіон (6): 1993, 1997, 2006, 2007, 2008, 2015
  -  Срібний призер (1): 2004
  -  Бронзовий призер (2): 1998, 2002/03

- Ліга 2 (Група Б) (Сенегал):
  -  Чемпіон (1): 2013/14

- Кубок Футбольної Асоціації Сенегалу:
  -  Володар (6): 1986, 1997, 2002, 2003, 2004, 2005
  -  Фіналіст (2): 1995, 2007

- Кубок ліги (Сенегал):
  -  Володар (2): 2009, 2015

- Кубок Національної Асамблеї Сенегалу:
  -  Володар (1): 2015
  -  Фіналіст (1): 2006

## Статистика виступів на континентальних турнірах
| Сезон | Турнір                     | Раунд      | Клуб                     | Вдома | На виїзді | Загалом    |
| ----- | -------------------------- | ---------- | ------------------------ | ----- | --------- | ---------- |
| 1987  | Кубок володарів кубків КАФ | 1          | АСЕК Мімосас             | 2-0   | 1-4       | 3-4        |
| 1996  | Кубок володарів кубків КАФ | 1          | Гріейт Олімаікс          | т.п.1 | т.п.1     | т.п.1      |
| 1996  | Кубок володарів кубків КАФ | 2          | Бельуїздад               | 0-0   | 0-2       | 0-2        |
| 1998  | Ліга чемпіонів КАФ         | Попередній | Валлідан                 | 2-0   | 0-0       | 2-0        |
| 1998  | Ліга чемпіонів КАФ         | 1          | Константіна              | 2-1   | 0-0       | 2-1        |
| 1998  | Ліга чемпіонів КАФ         | 2          | Раджа (Касабланка)       | 1-0   | 0-2       | 1-2        |
| 2003  | Кубок володарів кубків КАФ | 1          | Серкль Олімпік де Бамако | 0-2   | 0-1       | 0-3        |
| 2004  | Кубок конфедерації КАФ     | 1          | Інтер (Луанда)           | 2-1   | 2-1       | 4-2        |
| 2004  | Кубок конфедерації КАФ     | 2          | ПВД Баменда              | 3-0   | 2-2       | 5-2        |
| 2004  | Кубок конфедерації КАФ     | 3          | Гартс оф Оук             | 0-0   | 0-1       | 0-1        |
| 2005  | Ліга чемпіонів КАФ         | Попередній | Джоліба                  | 1-0   | 1-1       | 2-1        |
| 2005  | Ліга чемпіонів КАФ         | 1          | Етуаль дю Сахель         | 0-0   | 1-3       | 1-3        |
| 2006  | Кубок конфедерації КАФ     | 1          | АСО Шлеф                 | 1-0   | 0-0       | 1-0        |
| 2006  | Кубок конфедерації КАФ     | 2          | НА Хуссейн Дей           | 1-1   | 0-2       | 1-3        |
| 2007  | Ліга чемпіонів КАФ         | Попередній | Стад Мальєн              | 2-0   | 2-1       | 4-12       |
| 2008  | Ліга чемпіонів КАФ         | Попередній | Коммун                   | 0-0   | 3-2       | 3-2        |
| 2008  | Ліга чемпіонів КАФ         | 1          | Етуаль дю Сахель         | 3-0   | 0-5       | 3-5        |
| 2009  | Ліга чемпіонів КАФ         | Попередній | Портс-Ауториті           | 3-1   | 1-0       | 4-1        |
| 2009  | Ліга чемпіонів КАФ         | 1          | Кано Пілларс             | 1-1   | 0-0       | 1-1 (в.г.) |
| 2016  | Ліга чемпіонів КАФ         | Попередній | Горойя                   | 0-0   | 0-4       | 0-4        |

1- Гріейт Олімаікс покинув турнір.

2- Дуан був дискваліфікований через вихід на поле незареєстрованого гравця.

## Відомі гравці
- Вінсент Мендеш
- Віто Бадіане
- Папа Гує
- Мусса Камара
- Папісс Сіссе
- Мохамед Колі
- Алассан Діоне
- Усман Діоп
- Мор Діуф
- Ібрагіма Фає
- Алі Мале
- Сержин Ібрагіма Моро
- Деме Н'Ндіає
- Ель-Хадж Мадіор Н'Ндіає
- Ніколя Н'Діоне
- Бабакар Н'Діур
- Мустафа Баяль Салль
- Усман Сарр
- Чуквума Унеке Александер
- Мамаду Сілла
- Маме Ібра Туре